# 灣潭
灣潭，是臺灣新北市坪林區的一個地名，位於該區西北部，範圍大致為粗窟里西北部。

## 歷史
台灣清治末期，灣潭地區為一街庄，稱為「灣潭庄」，隸屬於文山堡。該庄北與烏塗窟庄、崩山庄為鄰，東北與坑仔口庄為鄰，東與坪林尾庄為鄰，東南邊為魚堀庄，南邊有一小段與蕃地為界，西南邊及西邊為小格頭庄。
1901年（日治明治三十四年）11月，該庄隸屬於深坑廳，編入第十一區。1903年（明治三十六年）4月，第十一區的全部街庄及第十二區的九芎林庄部分合併為「坪林區」。1920年（大正九年），該庄改制並改名為「灣潭」大字，隸屬於臺北州文山郡坪林庄，大字下有「粗窟」、「石空子」、「幼瀨」、「灣潭」小字名。
戰後坪林庄改制為坪林鄉，隸屬於臺北縣，大字亦改制為村，置粗窟村。1978年，和金溪村合併，仍稱粗窟村。2010年（民國99年）12月，臺北縣升格為新北市，坪林鄉改制為坪林區，村改制為里。

## 交通
國道5號又稱「北宜高速公路」，大致以西北—東南走向經過灣潭地區東北境外不遠處，並在坪林市區東北郊設有坪林交流道，由此往東南可達宜蘭、羅東、蘇澳等地；往西北可達至石碇，或至南港銜接國道3號。
省道台9線屬於「北宜公路」的一部分，經過本地區中部，由此往東南可前往坪林市區、礁溪、宜蘭、羅東等地，往西北可前往新店、台北等地。
市道106乙線是連絡木柵、坪林的道路，經過本地區東北端。由該處往北可前往石碇、深坑、木柵等地，往東南可前往坪林市區，過坪林拱橋後於北勢溪南岸接省道台9線。

### 公車
新店客運綠13（捷運新店站－北宜公路－坪林）